# Ярослав Кржичка

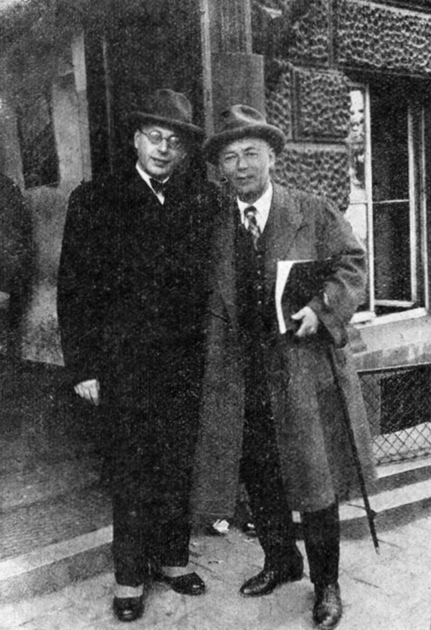
Ярослав Кржичка (праворуч) і Джордж Селл. Знімок 1932 року, Прага

Ярослав Кржичка (чеськ. Jaroslav Křička 27 серпня 1882, Кельч, Моравія, Чехія — 23 січня 1969) — чеський композитор, бронзовий призер Олімпійських ігор в Конкурсі мистецтв.

## Життєпис
Ярослав Кржичка вивчав музику в Празі і Берліні. З 1906 по 1909 викладав музичну композицію в Катеринославі. У 1911–1920 Кржичка керував хором в Празі, в 1922 очолював хор Празької філармонії.
У 1919–1945 викладав в Празькій консерваторії, а з 1942 був її директором.
У 1936 за свій твір «Гірська сюїта» композитор був удостоєний бронзової медалі в Конкурсі мистецтв на XI Олімпійських іграх в Берліні (номінація — оркестрова музика).
Ярослав Кржичка — автор декількох опер, двох симфоній, серенади для струнних інструментів, скрипкового концерту, творів камерної музики і для хору, музики для кінофільмів та вистав, пісень для дітей.

## Твори
- Zmoudření Dona Quijota (Напоумлення Дон Кіхота), 1914
- Hipolyta (Іполита), камерна опера, 1916
- Ogaři (Пастушки), дитяча опера, 1918
- Bílý pán aneb Těžko se dnes duchům straší (Білий пан, або Важко це привидам, налякати сьогодення), 1929
- Tlustý pradědeček, lupiči a detektývové aneb Dobře to dopadlo (Товстий прадід, грабіжники і детективи, або Це добре вдалося), водевіль, 1932
- České jesličky (Чеські ясла), різдвяна п'єса, 1937
- Hra na květinky, Aoieu, jaro už je tu! (П'єса Квітів. Весна прийшла!), 1937
- Král Lávra (Король Лавра), 1939
- Psaníčko na cestách (Лист в дорозі) und Oživlé loutky (Ожилі ляльки), 2 невеликих водевіля для дитячого театру
- Jáchym a Juliána (Яким і Юліана), опера, 1948
- Zahořanský hon (Полювання в загорянні), опера-комедія, 1949
- Český Paganini aneb Slavík a Chopin (Чеський Паганіні, або Славік і Шопен), оперета, 1951
- Kolébka (Колиска), музична комедія, 1950
- Tichý dům (Тихий будинок), оперета, 1952
- Polka vítězí (Перемагає «полька»), оперета, 1954
- Cirkus Humberto (Цирк Умберто), 1955
- Kalhoty (Штани), 1962
- Pohádka o 12 měsíčkách (Казка про 12 місяців), 1962
- Dvě komedie televizní (Дві телевізійні комедії): 1. Měsíc divů (Місяць чудес); 2. Šlechetný kasař aneb s poctivostí nejdál dojdeš (Шляхетний злодій, або Чесність завжди перемагає) , 2 оперні мініатюри, 1963